# Psalm 9 (Album)
Psalm 9 ist das ursprünglich als Trouble erschienene Debüt der Traditional-Doom-Band Trouble. Es wird zu den bedeutendsten Veröffentlichungen des Genres gerechnet. Gemeinhin wird das ursprünglich Trouble betitelte Album zu den Schlüsselalben der Doom Trinity aus Pentagram, Saint Vitus und Trouble gerechnet und so für die Verbreitung und Etablierung des gesamten Doom Metal mitverantwortlich gemacht.

## Geschichte
Trouble war um den Gitarristen Rick Wartell aus einer Schülerband seit 1978 zur Band gewachsen. Über eine Zeitungsannonce kamen Gitarrist Bruce Franklin und Sänger Eric Wagner hinzu. Bassist Ian Brown und Schlagzeuger Jeff Olson kamen alsbald nach.
Anfänglich spielte die Gruppe mehrere Demos ein, bis sie einen Vertrag mit Metal Blade Records abschließen konnten. Der Produzent Brian Slagel von Metal Blade Records bekam eine Aufnahme eines Auftritts im Deaf Club, vor Gehörlosen, Fans und Freunden der Band, in Aurora, Illinois vom 5. Februar 1983, welcher die Band anschließend unter Vertrag nahm. Den Schreibprozess für die Stücke des Debüts hatte die Band weitestgehend abgeschlossen, als sie zu den Aufnahmen nach Los Angeles aufbrach. Für die Fahrt nach Kalifornien kauften die Musiker einen Van und mieteten einen Anhänger für das Equipment der Gruppe. Während der Fahrt brach der Anhänger aus, rutschte über die Fahrbahn, verlor einen Teil des Equipments und zog das Auto in die Fahrbahnbegrenzung. Trotz des Unfalls, der keine größeren Schäden verursachte, setzte die Band die Reise fort und schloss die Aufnahmen zu ihrem Debüt ab. Ohne einen ausführenden Produzenten wurde das Debüt in den Track Record Studios im Februar 1984 binnen einer Woche aufgenommen und abgemischt. Die Label-Inhaber und bekannten Metal-Produzenten Brian Slagel und Bill Metoyer unterstützten die Aufnahmen, brachten sich jedoch vornehmlich als Tontechniker ein.
Metoyer erläuterte Jahre später, dass es ihm darum ging den Klang der Band möglichst authentisch zu belassen. Das Schlagzeug wurden in einem Aufnahmeraum eingespielt der einen besonderen Live-Klang besaß. Der Raum hatte einen natürlichen Hall, wodurch das Instrument auf den Aufnahmen besonders massiv klingt. Auch den Klang der Gitarren wollte Metoyer möglichst unverfälscht einfangen. Insbesondere die Analogie zu Black Sabbath, einer von ihm hoch geschätzten Gruppe war ihm besonders wichtig.

## Albuminformationen
Das Album wurde am 10. März 1984 als Debüt der Band unter dem Titel Trouble mit acht Titeln und einer Spieldauer von 39:21 Minuten von Metal Blade Records veröffentlicht. Alle Titel wurden von Trouble laut der Urheberangaben gemeinschaftlich geschrieben.

### Umbenennungen und Erweiterung
Eine Umbenennung in Psalm 9:9 erfolgte 1988 mit der ersten Wiederveröffentlichung des Albums. Der Titel verweist auf den  biblischen Psalm und den Passus „er wird den Erdkreis richten mit Gerechtigkeit und die Völker regieren, wie es recht ist“. Mit der Veröffentlichung wurde das, ursprünglich nur auf der Single Assassin / Tales of Brave Ulysses enthaltene Cream-Cover Tales of Brave Ulysses als Bonustitel dem Album hinzugefügt. Im Jahr 1991 wurde das Album unter dem Titel Psalm 9 erneut veröffentlicht. Seither ist es unter diesem Titel bekannt.

### Gestaltung
Die Gestaltung des Covers übernahm Gary Docken. Das in Rosa- und Rotbraun-Tönen gehaltene Gemälde zeigt einen Felsen mit einem kargen oder toten Baum. Der Baum ist links der Mittellinie positioniert und Die Oberfläche des Felsen hat Züge eines Schädels. Im Hintergrund ist eine ebenso öde Landschaft zu sehen. Das Licht der Sonne nimmt die rechte Seite des Bildes weitestgehend ein, lediglich ein Streifen Boden ist auszumachen. Auf der linken Seite des Bildes verblasst das Sonnenlicht in Rosatönen. Der Fels im Vordergrund nimmt hier mehr Raum ein.

### Musik und Texte
Im Crossover des Frühwerks von Black Sabbath und der New Wave of British Heavy Metal kombinierte das langsame und harte Spiel von Black Sabbath mit der Idee des Gitarrenduos von Gruppen wie Judas Priest. Dem besonders druckvollem und melodischen Gitarrenspiel wird so eine besondere Rolle im Klang des Albums zugesprochen. Durch das dynamische Tempo, die klare Produktion und Wagners markanten hohen Gesang hob sich die Gruppe bereits früh von weiteren Doom-Metal-Interpreten ab. Die von Eric Wagner vorgetragenen Texte sind christlicher Natur ohne missionarischen Ansatz. Es sind Lieder von Hoffnung, solche die sich gegen das Böse in der Welt richten und direkte Bibelgeschichten.

## Bedeutung und Wahrnehmung
Psalm 9 gilt als eine der Urveröffentlichungen des Traditional Doom. In Anlehnung an die 1970er-Jahre in Aussehen und Klang, stand Psalm 9 den in den frühen 1980er-Jahren populären Metal-Substilen Speed und Thrash Metal diametral Gegenüber. Doom Metal gab es als Genre zu diesem Zeitpunkt allerdings noch nicht, obwohl Bands wie Witchfinder General, Saint Vitus und Pentagram ähnliche Ideen verfolgten, ohne sich untereinander zu kennen. Mit Psalm 9 schuf Trouble, neben Saint Vitus und Relentless ihren Teil der drei Veröffentlichungen die den Doom Metal als Genre begründeten. Neben dieser Bedeutung für den Doom Metal wurde das Album durch Metal Blade Records, aufgrund der christlichen Texte als White Metal beworben. Metal Blade Records schuf damit eine Abgrenzung zu der damals vom Label für Gruppen wie Slayer und Danzig bemühten Bezeichnung Black Metal. In den folgenden Jahren etablierte sich der Terminus White Metal für christliche Bands.
Nach seiner Veröffentlichung wurde das Debüt dabei kaum beachtet. Trotz weniger wohlwollender Kritiken und Bemühungen des Labels die Bekanntheit der Band zu erhöhen erschien das Album als ein kommerzieller Misserfolg. Erst Rückblickend gilt das mehrfach neu aufgelegte Psalm 9 als eines der zentralen Alben des Doom-Metal-Spektrums und als Veröffentlichung mit Schlüsselqualifikation für die Etablierung des Traditional Doom. Entsprechend häufig findet sich das Album in Listen die die besten und bedeutendsten Veröffentlichungen des Genres führen. So listete Chris Chantler vom britischen Metal Hammer das Album in der Liste 10 essential doom metal albums und Nick Russel in der für das Kerrang zusammengestellten List Heavy, Slow, Stoned: 13 Doom Metal Albums Everyone Should Own. Michael Berdan nannte Psalm 9 und das folgende Album The Skull in der für We are the Pit verfassten Liste The 10 Greatest Doom Metal Records Of All Time den „Höhepunkt des Doom Metal, wie wir ihn kennen“. Für das Webzine Metal.de wurde das Album in der Liste Weltschmerz: Unsere liebsten Doom-Perlen, Teil 2 (Traditional / Epic Doom) aufgenommen. Psalm 9 sei „einer der ganz großen Klassiker des Doom, ein Album, das geholfen hat, dieses Genre zu definieren und zu formen.“ In der Liste Die 50 besten Doom-Alben aller Zeiten des Deaf Forever steht das Album auf dem vierten, in der analogen Liste des Decibel The Top 100 Doom Metal Albums of all Times auf dem fünften Platz.